# Mascaraneus remotus
Mascaraneus remotus is een spinnensoort in de taxonomische indeling van de vogelspinnen (Theraphosidae).
Het dier behoort tot het geslacht Mascaraneus. De wetenschappelijke naam van de soort werd voor het eerst geldig gepubliceerd in 2005 door Gallon.